# Font de la Salut (Tendrui)
La Font de la Salut és una font del terme municipal de Tremp, del Pallars Jussà, a l'antic terme de Gurp de la Conca, en territori del poble de Tendrui.
Està situada a 515 m d'altitud, a llevant del mesclant del barranc de Ricós i de de Sant Adrià. És al sud-est de Tendrui.